# جايسون هيريك
جايسون هيريك (بالإنجليزية: Jason Herrick)‏ هو لاعب كرة قدم أمريكي، ولد في 5 أكتوبر 1987 في إلمهورست في الولايات المتحدة. لعب مع نادي بان.

## وصلات خارجية
- جايسون هيريك على موقع قاعدة بيانات كرة القدم.إي يو (الإنجليزية)